# Кадочкин, Михаил Иванович
Михаил Иванович Кадочкин (1914—1983) — старшина Рабоче-крестьянской Красной армии, участник Великой Отечественной войны, Герой Советского Союза (1945).

## Биография
Михаил Кадочкин родился 15 ноября 1914 года в селе Орлово Кунцевского района Московской области (территория села вошла в состав Западного административного округа Москвы). После окончания школы фабрично-заводского ученичества работал на авиазаводе. В 1936—1938 годах проходил службу в Рабоче-крестьянской Красной армии. В июне 1941 года Кадочкин повторно был призван в армию. С июня 1943 года — на фронтах Великой Отечественной войны. Принимал участие в боях на Юго-Западном, 4-м и 1-м Украинском фронтах. К апрелю 1945 года гвардии старшина Михаил Кадочкин командовал орудием тяжёлого танка «ИС-2» 87-го гвардейского тяжёлого танкового полка 3-й гвардейской армии 1-го Украинского фронта. Отличился во время боёв в Германии.
27 апреля 1945 года экипаж Кадочкина в течение четырёх часов вёл бой с превосходящими силами противника в пяти километрах к юго-востоку от города Меркиш-Буххольц. В том бою Кадочкин лично уничтожил 2 бронетранспортёра, 2 артиллерийских орудий, 7 пулемётов и несколько десятков вражеских солдат и офицеров. Был тяжело ранен. В своей части его сочли погибшим и посмертно представили к званию Героя Советского Союза.
Указом Президиума Верховного Совета СССР от 27 июня 1945 года за «образцовое выполнение боевых заданий командования на фронте борьбы с немецкими захватчиками и проявленные при этом мужество и героизм» гвардии старшина Михаил Кадочкин был удостоен высокого звания Героя Советского Союза с вручением ордена Ленина и медали «Золотая Звезда» за номером 8866.
В 1945 году Кадочкин был демобилизован. Проживал в городе Солнцево (ныне — в черте Москвы), работал механиком в одном из научно-производственных объединений. Скончался 3 мая 1983 года, похоронен на Орловском кладбище Москвы.
Был также награждён орденом Отечественной войны 1-й степени и рядом медалей.